# マーガレット・ポール
マーガレット・ポール（Margaret Pole, 1473年8月14日 - 1541年5月27日）は、イングランドの貴族。ヨーク家の一族で、クラレンス公ジョージとイザベル・ネヴィルの娘。旧姓はプランタジネット（Plantagenet）。その名が示す通り、プランタジネット家男系の最後の生き残りであった。結婚するまではヨーク朝とテューダー朝の政治都合に翻弄されて浮沈の多い暮らしを送ったが、結婚後は安定した生活を送った。その後テューダー朝の国王との関係も回復し、ソールズベリー伯の襲爵を許されて女伯爵になり、ヘンリー8世の娘メアリー（後のメアリー1世）の養育係にもなった。ヘンリー8世がイングランド国教会を設立すると再び関係は悪化し、1541年に反逆罪のためロンドン塔で処刑された。

## 生涯

### 少女期
マーガレットは1473年8月14日、サマセット州のファーレイ城で生まれた。当時の国王エドワード4世の弟という「血筋」を持った父クラレンス公ジョージと、男子継承者のなかったリチャード・ネヴィルの娘という「所領」を持った母イザベル・ネヴィルの長女として、極めて恵まれた環境に生まれた。だが、祖父の所領の継承権は母だけではなく叔母のアン・ネヴィルも持っており、姉妹の所領を巡って父クラレンス公は、アン・ネヴィルの夫で実の弟でもあるグロスター公リチャードと争っていた。グロスター公と叔母の間にはマーガレットと同年齢のエドワード・オブ・ミドルハムという男子継承者があり、父クラレンス公と母の間にも2つ下の弟エドワードがおり、所領の継承については先が見えない状況だった。
1476年12月、マーガレットが3歳の時に母イザベルが病死する。ウォリック伯領の継承権を持った母が亡くなったことで政局は微妙に変化し、何とか挽回しようと焦った父クラレンス公の謀事が露見して、かえって反逆罪で逮捕される。クラレンス公が処刑されるのは1478年2月、マーガレットが4歳の時のことである。マーガレットと弟エドワードは叔母アン・ネヴィルに引き取られ、両親も有力な後見もない姉弟は自然と世間から忘れられていった。
1483年6月、叔父グロスター公がイングランド国王に即位する（リチャード3世）。自動的にマーガレットの庇護者であった叔母アン・ネヴィルは王妃に、従兄弟のエドワードはプリンス・オブ・ウェールズ（王太子）になる。だが翌1484年の4月に病弱だった王太子エドワードが病死してしまうと、既に子供のいないリチャード3世はマーガレットの弟エドワードを王位継承者に指名する。世間から忘れられた姉弟が再び歴史の表舞台に立った瞬間である。
しかし、この幸せも長くは続かない。姉弟の最大の庇護者だった叔母アン・ネヴィルが1485年3月に病死すると、弟エドワードは王位継承者から外された。さらに同年8月には、叔父リチャードがボズワースの戦いでリッチモンド伯ヘンリー・テューダーに敗れて戦死した。またしても姉弟は後ろ盾を失うが、今度は世間は姉弟を忘れてはくれなかった。
1485年、リッチモンド伯は即位してヘンリー7世となりテューダー朝を開いた。当初はテューダー家の王権は不安定だったため、前ヨーク朝の血を引く姉弟は徹底的にマークされ、特にヨーク家の生き残りの男子で王位継承権を持っていた弟エドワードはロンドン塔に監禁された。政権が不安定なうちはエドワードの偽者（ランバート・シムネル）が出るなどしたため警戒が解かれることはなかったが、政情が安定するにつれて警戒も緩まっていった。

### マーガレット・ポールとして
マーガレット姉弟への警戒が緩まるにつれて、テューダー朝の政策も懐柔策へと転換していく。1491年頃、ヘンリー7世はマーガレットをリチャード・ポール卿と結婚させた。ポール卿はヘンリー7世の王母マーガレット・ボーフォートの異父姉に当たるエディス・セント＝ジョンの息子であり、王族ではないが国王の従兄弟ということになる。1505年にリチャード・ポール卿が亡くなるまでの間に、夫婦には5人の子供が生まれた。
また1490年には、相変わらずロンドン塔に収監されたままではあったが、弟エドワードがウォリック伯に復することを許された。しかしエドワードは1499年にロンドン塔からの脱獄を試みて、結局処刑された。
テューダー家との関係はさらに良好さを増し、ヘンリー8世は1509年に即位すると、脱獄未遂で処刑されていた弟エドワードの私権回復を行った。これによって凍結されていたマーガレットの実家の遺産は取り戻せた。さらに、1513年には彼女が継承権を持っていたソールズベリー伯の称号が認められ、母方の所領も返還された。彼女はハンプシャーのハヴァント郊外のワーブリントン城に住んだ。

### メアリー1世の家庭教師として
1516年2月、マーガレット42歳の時にヘンリー8世と王妃キャサリンの間にメアリー（後のメアリー1世）が生まれた。マーガレットがこの王女の名付け親と養育係（ガヴァネス）に任命された。
初めのうちはヘンリー8世はこの早熟な娘を溺愛し、母親のキャサリンとも円満な家庭生活を送っていたが、いつまでたっても男子継承者が生まれないことにヘンリー8世はだんだんと不満を募らせ、王妃が40歳を過ぎてもう子供を産むのが難しくなったことから、離婚してアン・ブーリンと再婚することを考え始める。カトリック教会では法律上離婚は許されていないため、ヘンリー8世は「そもそもキャサリン王妃との結婚自体が無効であった」という、それまでに何度も使われてきた論法で離婚することにした。
1530年頃、ヘンリー8世はマーガレットの次男レジナルド・ポールに、パリ大学の神学教授から婚姻の無効という見解を引き出してくることを命じた。レジナルドはその任務自体は成功させたが、なぜかそれをヘンリー8世には提出せず、代わりに離婚がいかに政治的に難しいものであるかを激昂した文調のレポートにして提出した。ヘンリー8世との関係が悪化したレジナルドは、1532年にイタリアへ亡命した。
結局1531年7月にヘンリー8世はキャサリン王妃と別居し、1533年1月にアン・ブーリンと結婚する。この問題でカトリック教会と絶縁したヘンリー8世はイングランド国教会を起こし、婚姻無効の宣言は1533年5月に国教会のカンタベリー大司教が発行した。こうしてキャサリン王妃は、「結婚自体が無効だった」ため「元王太子妃」として扱われ、必然的にヘンリー8世との子であるメアリーは庶子として扱われた。
この当時まだメアリーはマーガレットの庇護下にあったため、メアリーを私生児扱いすることにはマーガレットも反発したが、すると1533年末にヘンリー8世はマーガレットを家庭教師から解任した。せめて私費でメアリーの世話をしたいと懇願したが、それも許されなかった。しかし、アン・ブーリンが1536年5月に逮捕されると、一時的にメアリーの元に復帰している。

### レジナルド・ポールの母親として
亡命した次男のレジナルド・ポールは、1536年にカトリック教徒の立場から「教会の統一」（Pro ecclesiasticae unitatis defensione）という論文を発表した。この中で彼はヘンリー8世を「教会組織の破壊者」とし、ヘンリー8世に繰り返し悔い改め懺悔することを呼びかけている。これを読んだヘンリー8世は大いに激怒した。
1538年8月、三男のジェフリー・ポールとレジナルドの文通が露見して逮捕された。これにより11月、マーガレットの長男ヘンリー・ポールとその家族が逮捕された。容疑は「神聖ローマ皇帝カール5世と共謀して陰謀を企てた反逆罪」ということであった。もっともこの逮捕前に、ヘンリー8世の側近で司法担当だったトマス・クロムウェルは「彼らは『レジナルド・ポール枢機卿の身内であるという点を除いては』無実である」と書き残している。翌1539年1月、長男ヘンリーとその一族は処刑され、三男のジェフリーは国外追放となった。
子供たちの逮捕の10日後、既に65歳を過ぎた高齢のマーガレットも逮捕された。彼女の取調べはサウサンプトン伯ウィリアム・フィッツウィリアムとイーリー司教トマス・グッドリッチによって行われた。彼らからトマス・クロムウェルへの報告書では、「相当時間をかけて取り調べたが、陰謀に加担している証拠は見つからない」というものだった。だが、この報告書も最終版の中では「マーガレットは息子たちの陰謀に加担していないか、よほど腹の据わった反逆者かのどちらかである」と、反逆の事実は前提な上、しらを切り通している可能性も残した文脈に書き換えさせられた。
マーガレットはサザンプトン伯監視の下、身柄をウェスト・サセックス州のカウドリー・パークに移され、そこであらゆる屈辱を受けた。それでもマーガレットが「自白」をしないため、1539年5月にトマス・クロムウェルはマーガレットの私権剥奪動議を議会に提出した。この審議の中でクロムウェルは、彼女の金庫から発見されたとするチュニックを証拠品として提出した。このチュニックには背中の部分に5つの聖痕が刺繍されており、これがイングランド北部の反乱に彼女が加担している証拠とされた。これは彼女を「議会決議で私権剥奪にする」ためのこじ付けと言われるが、いずれにせよ法案は可決され、彼女は伯爵位を失った。
私権剥奪が確定したことで、マーガレットはロンドン塔に移送される。彼女はここで約2年間過ごした。1541年5月27日の午前7時、彼女は反逆罪を認めることを拒否し続けたまま、ロンドン塔内で処刑された。マーガレットの死をもって、プランタジネット家の血筋は完全に断絶した。
1886年、マーガレットはローマ教皇レオ13世によって列福された。

## 子女
マーガレットとリチャード・ポール卿の間には5人の子供が生まれた。
- ヘンリー・ポール（英語版）（1492年頃 - 1539年1月9日） - 国王への反逆を企んだとして処刑された。
- レジナルド・ポール（1500年頃 - 1558年11月17日） - ヘンリー8世のキャサリン・オブ・アラゴンとの離婚に反対して亡命、ローマ教皇の下で枢機卿となり、メアリー1世の治世にイングランドに戻ってカンタベリー大司教になった。
- ジェフリー・ポール（1501年頃 - 1558年） - 国王への反逆を企んだとして国外追放にされた。
- アーサー・ポール（1502年頃 - 1535年） - サセックスのブローダースト荘園の領主。
- アーシュラ・ポール（1504年頃 - 1570年8月12日） - スタフォード男爵ヘンリー・スタフォードと結婚した。